# Bê tông tự lèn
Bê tông tự lèn (SCC) là bê tông có khả năng tự chảy và tự điền đầy các vị trí trong ván khuôn nhờ vào trọng lượng bản thân mà không cần thêm các tác động cơ học hoặc bất kỳ ngoại lực nào hỗ trợ, trong khi vẫn duy trì được độ đồng nhất của hỗn hợp.

## Thành phần của bê tông tự lèn chặt
Tương tự các loại bê tông khác bê tông SCC có thành phần cũng bao gồm: Cốt liệu, chất kết dính, phụ gia, nước.

### Cốt liệu trong bê tông tự lèn
Với các loại bê tông SCC bình thường cốt liệu chủ yếu trong thành phần bê tông là đá và cát hoặc một số cốt liệu nghiền với yêu cầu đường kính cốt liệu lớn nhất ( Dmax ) không quá 20mm. Với yêu cầu độ chảy xòe (chảy loang) càng cao đường kính cốt liệu càng phải nhỏ xuống.

### Chất kết dính trong bê tông tự lèn
Chất kết dính chủ yếu trong bê tông SCC vẫn là xi măng Portland.

### Phụ gia trong bê tông tự lèn

#### Phụ gia khoáng
Thông thường trong bê tông SCC phụ gia khoáng được sử dụng chính là muội silic (silica fume) hoặc các loại tro bay phù hợp khác nếu có thử nghiệm thực tế.

#### Phụ gia hóa học
Trong bê tông tự lèn phụ gia hóa học luôn cần thiết thông thường là phụ gia siêu dẻo ( TCVN 8826:2011) kết hợp cùng các loại phụ gia biến tính khác phù hợp với các mục đích sử dụng khác nhau.

### Nước trong bê tông tự lèn
Trên thực tế nước sử dụng cho bê tông tự lèn cũng là các loại nước sử dụng cho bê tông thông thường với định lượng thấp hơn nhờ có nhiều loại phụ gia có tác dụng giảm tỷ lệ nước, ở Việt Nam nước sử dụng cho bê tông cần phù hợp với tiêu chuẩn TCVN 4506:2012.

## Độ chảy xòe của bê tông tự lèn
Là đường kính trung bình của hỗn hợp bê tông bê tông tự lèn khi chảy loang (chảy xòe) từ côn đọ độ sụt bê tông tiêu chuẩn. Độ chảy xòe của bê tông SCC là từ 550mm đến 850mm theo TCVN-12209-2018.

## Sản xuất bê tông tự lèn
Bê tông SCC là loại bê tông đặc biệt với yêu cầu kỹ thuật cao, việc sản xuất cần tuân thủ đúng quy trình và yêu cầu kỹ thuật. Ở Việt Nam cần tuân thủ tiểu chuẩn TCVN12209:2018. Việc sản xuất nên được làm ở các trạm trộn bê tông chuyên nghiệp với đầy đủ các loại máy móc hỗ trợ cho quá trình kiểm tra chất lượng. Cần xác định cấp phối thực tế bằng các kiểm nghiệm cụ thể để xác định mức độ phù hợp của xi măng portland, cát, đá (TCVN 7572-2: 2006) khi kết hợp với nước theo từng vùng miền cụ thể.

## Lịch sử nguồn gốc của bê tông tự lèn
Lịch sử của loại bê tông này khởi nguồn tại Nhật Bản vào cuối thập niên 80 thế kỷ XX. GS. Okamura của Đại học Tokyo đã nghiên cứu và ứng dụng vào thực tế một thế hệ chất phụ gia mới cho bê tông - phụ gia hóa dẻo hiệu quả cao (phụ gia siêu dẻo cuốn khí gọi chung là nhóm polycacboxylat). Việc ứng dụng các phụ gia này kết hợp với việc cải thiện chất lượng của cốt liệu nhỏ (bụi silic, tro xỉ thải khác nhau, đá nghiền...) so với bê tông xi măng truyền thống đã cho ra đời loại bê tông tự lèn. Tại Nhật Bản, bê tông tự lèn đã được ứng dụng để xây dựng những công trình lớn, trong đó có cầu Akaghi Kaikyo dài nhất thế giới ở thời điểm đó (với nhịp giữa 1.991 m và hai nhịp biên mỗi nhịp dài 960 m). Hai mố neo của cầu có chiều cao 298 m được ứng dụng hoàn toàn bê tông tự lèn.